# Wijnkasteel Genoels-Elderen

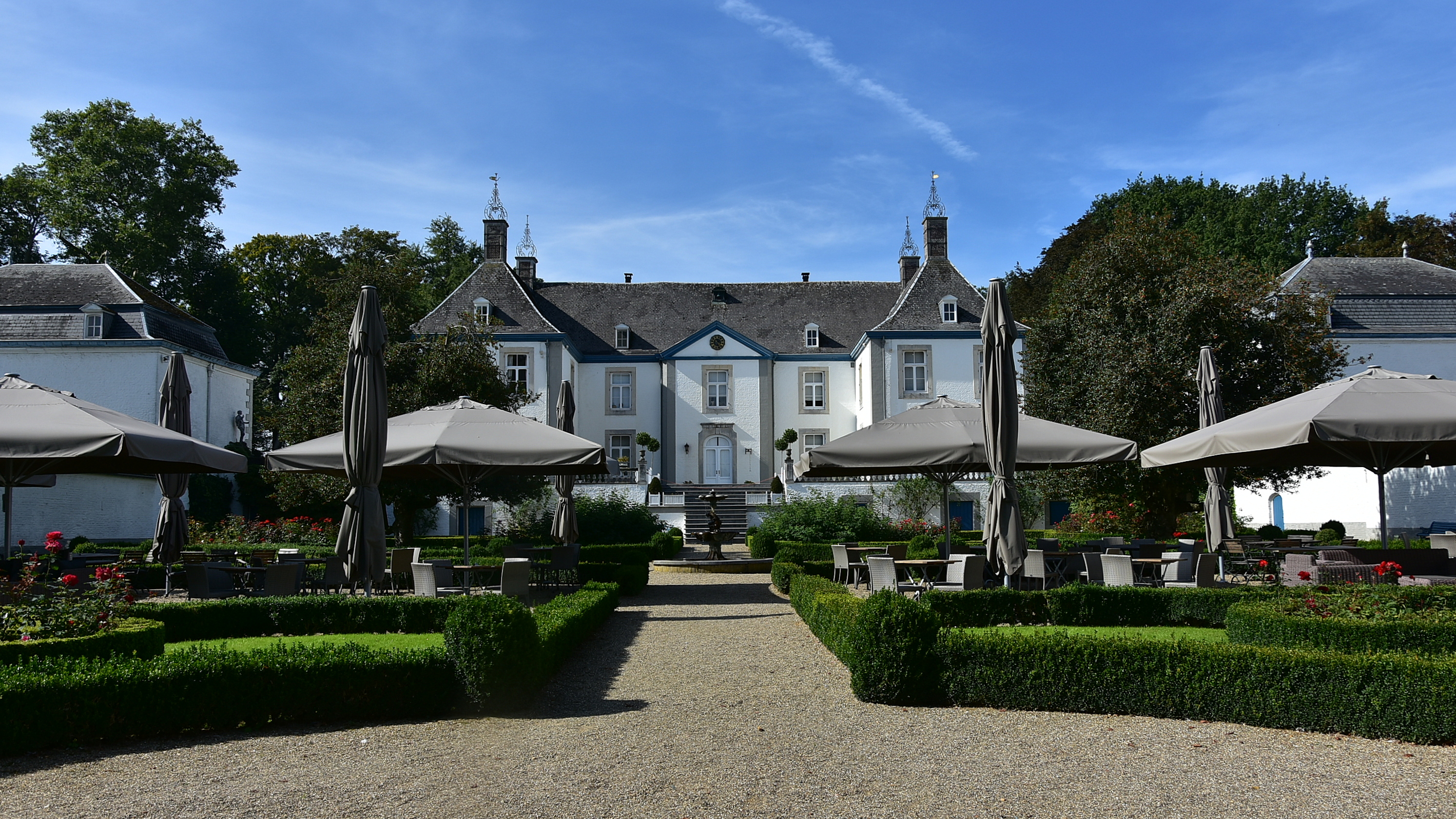
Het wijnkasteel Genoels-Elderen

Het Wijnkasteel Genoels-Elderen in Genoelselderen, een deelgemeente van de Belgische gemeente Riemst, is een wijnkasteel in België.
Het kasteel ligt aan de oude heerweg die Tongeren met Keulen verbond. In het Kiezelingenbos achter het kasteel bevindt zich een Gallo-Romeinse tumulus, de Tumulus van Genoelselderen.

## Geschiedenis
Een eerste vermelding van het kasteel dateert van 1265, toen het gebouwd werd door Godenoel van Elderen. In 1407 werd dit door troepen uit Tongeren platgebrand. Een nieuw kasteel werd gesticht door Godenoel IV van Elderen. Tot 1718 behoorde het kasteel tot de adellijke familie van Elderen, een roemrijk geslacht waarvan de bekendste telg, Johan Lodewijk van Elderen, in de zeventiende eeuw prins-bisschop van Luik was. Na de familie Van Elderen kwamen de families d'Oyembrugge en, vanaf 1754, De Borchgrave. Graaf Michel-Walrame de Borchgrave restaureerde het kasteel eind 18e eeuw. Ook werd toen een Franse tuin aangelegd. In 1859 werd het, toen zwaar vervallen, kasteel door graaf Guillaume de Borchgrave, ingrijpend verbouwd in neoklassicistische stijl en Louis-Philippestijl. In 1869 kwam het kasteel aan Gillain de Tirlemont. Later woonden hier de Franse Paters van het Heilig Hart en in 1906 werd het kasteel verkocht aan de familie Beauduin. In 1991 kwam het aan Jaap van Rennes die een nieuwe wijngaard heeft aangelegd, die met zijn 22 hectare een van de grootste van België geworden is. Een deel daarvan ligt op het 'Wijngaardveld', een oud toponiem dat erop wijst dat er ook vroeger aan wijnbouw gedaan werd.

## Gebouw
Het betreft een U-vormig gebouw met twee vooruitspringende vleugels. De middenpartij wordt aan beide zijden gesierd door een fronton. De kern van het gebouw stamt uit de 1e helft van de 18e eeuw, gerestaureerd in de 2e helft van de 18e eeuw en in 1859 ingrijpend verbouwd, waarbij het huidige aanzicht ontstond.
In het verlengde van de vleugels liggen de dienstgebouwen: knechtenverblijf, schuur en stallen, en een koetshuis. Tussen deze gebouwen ligt een park in Franse stijl. Twee fonteinen, één met Apollo en één met Artemis, zijn aan de flanken van deze tuin opgesteld. Het kasteelcomplex wordt omgeven door een landschapspark in Engelse stijl. In het zuidelijk deel van het park is er een 18e-eeuwse belvedère in de vorm van een antiek tempeltje. Het is uitgevoerd in Lodewijk XVI-stijl.
Ten noorden van het kasteel ligt de kasteelhoeve.
Het kasteel is privébezit, maar bezoekers kunnen na afspraak de wijngaarden, de rozentuin, de stokerij, het pershuis en 13e-eeuwse wijnkelders bezichtigen.

## Galerij

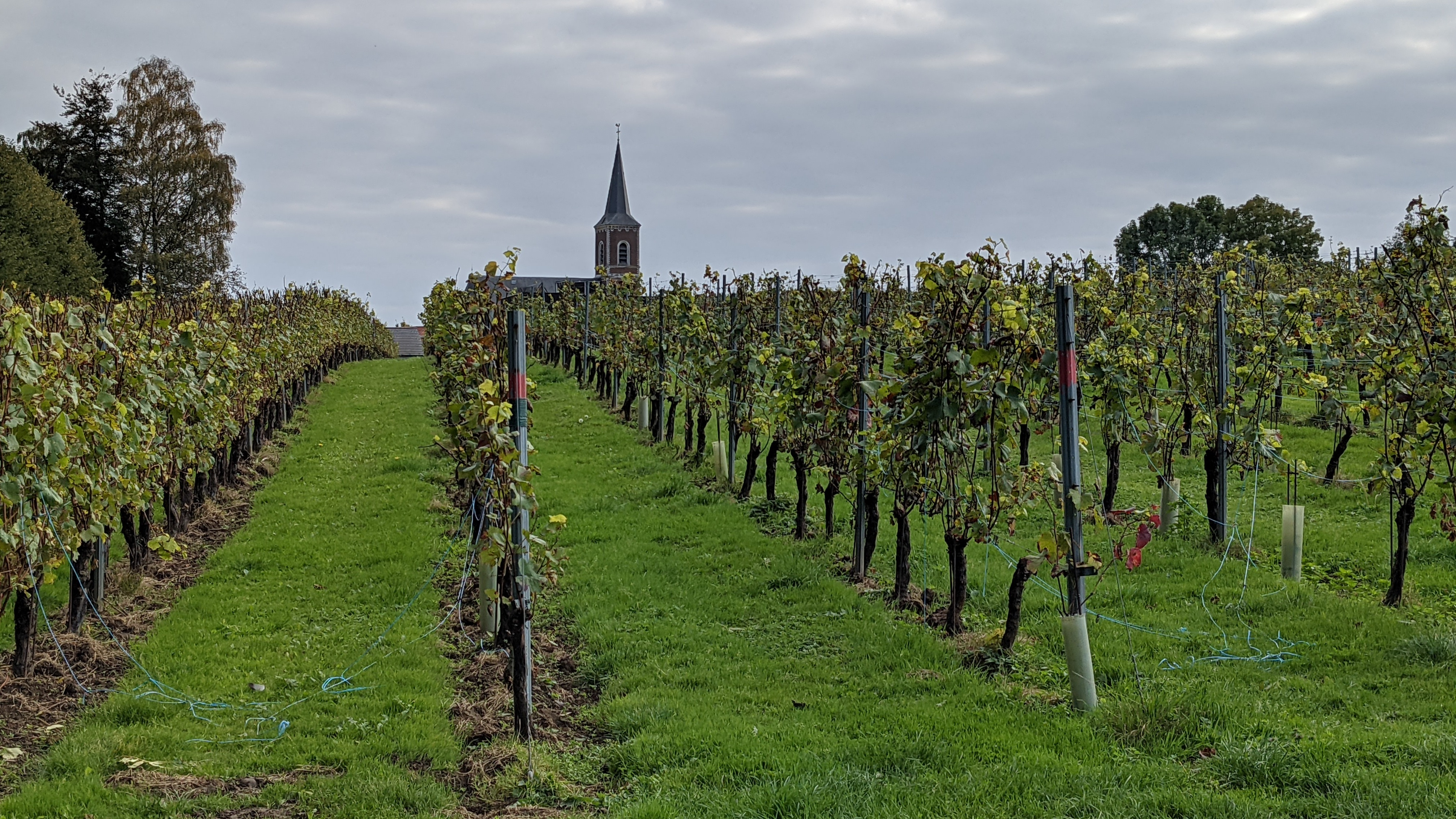
Wijnranken
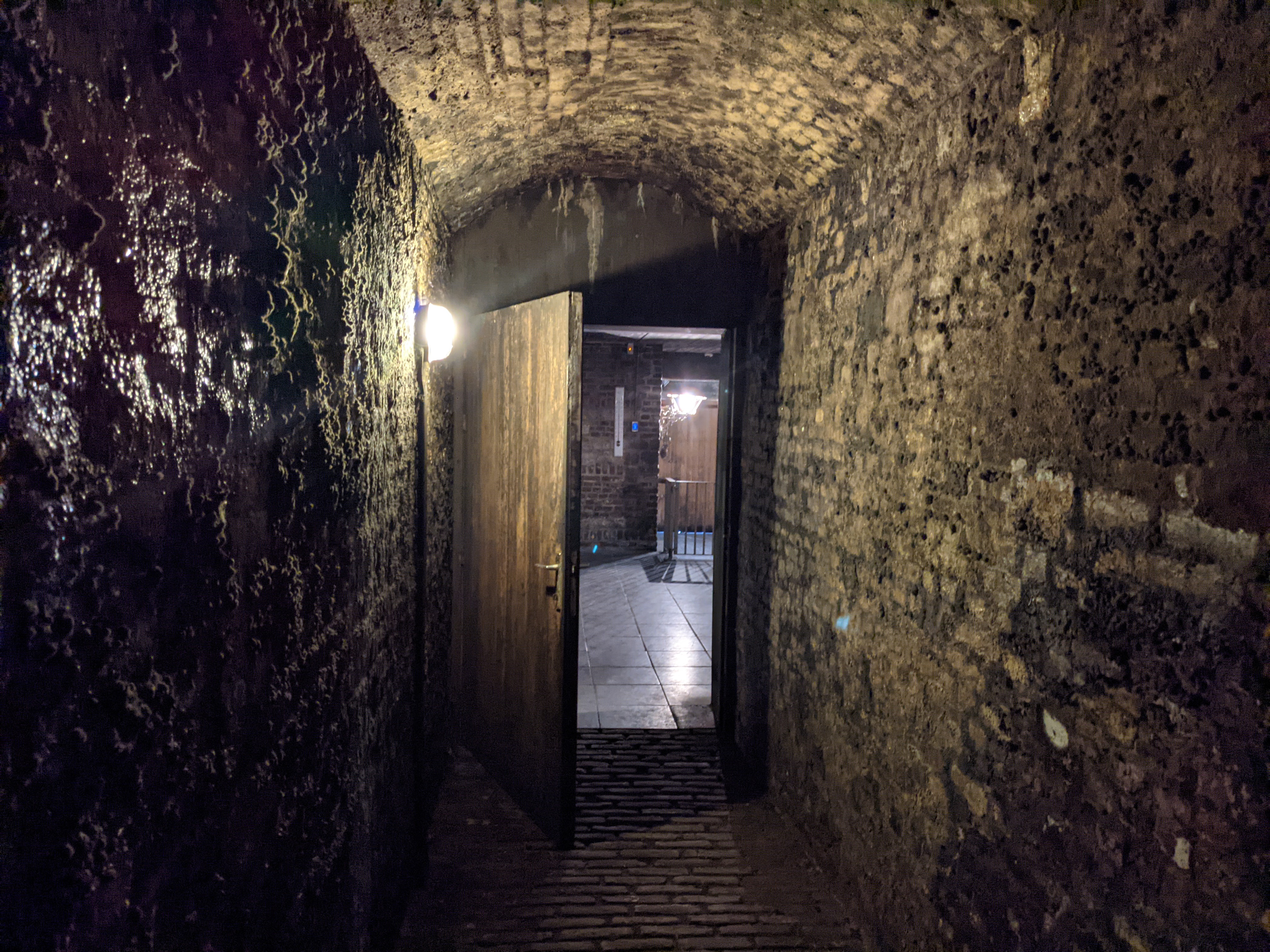
Oude wijnkelder
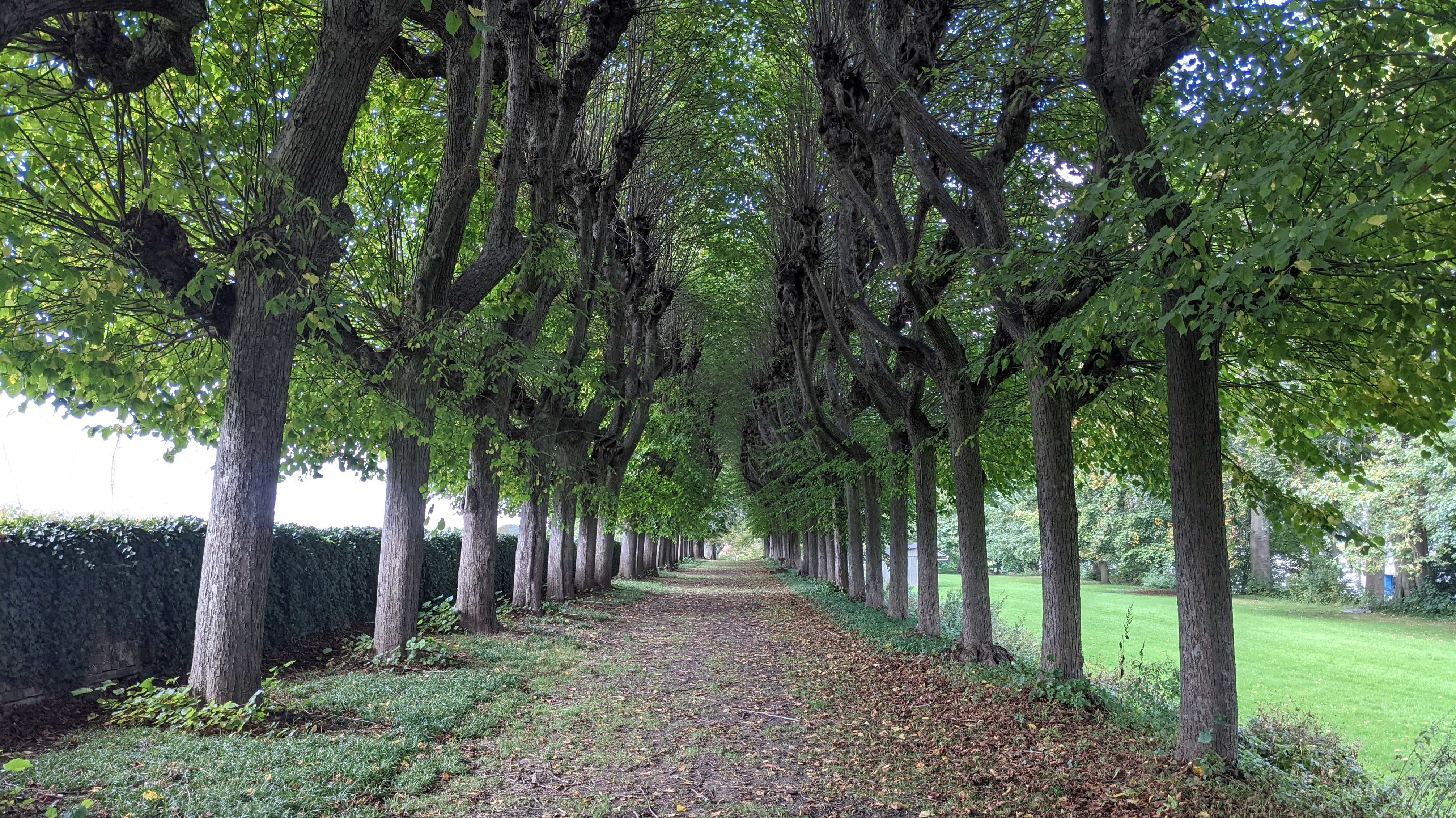
18e-eeuwse laan
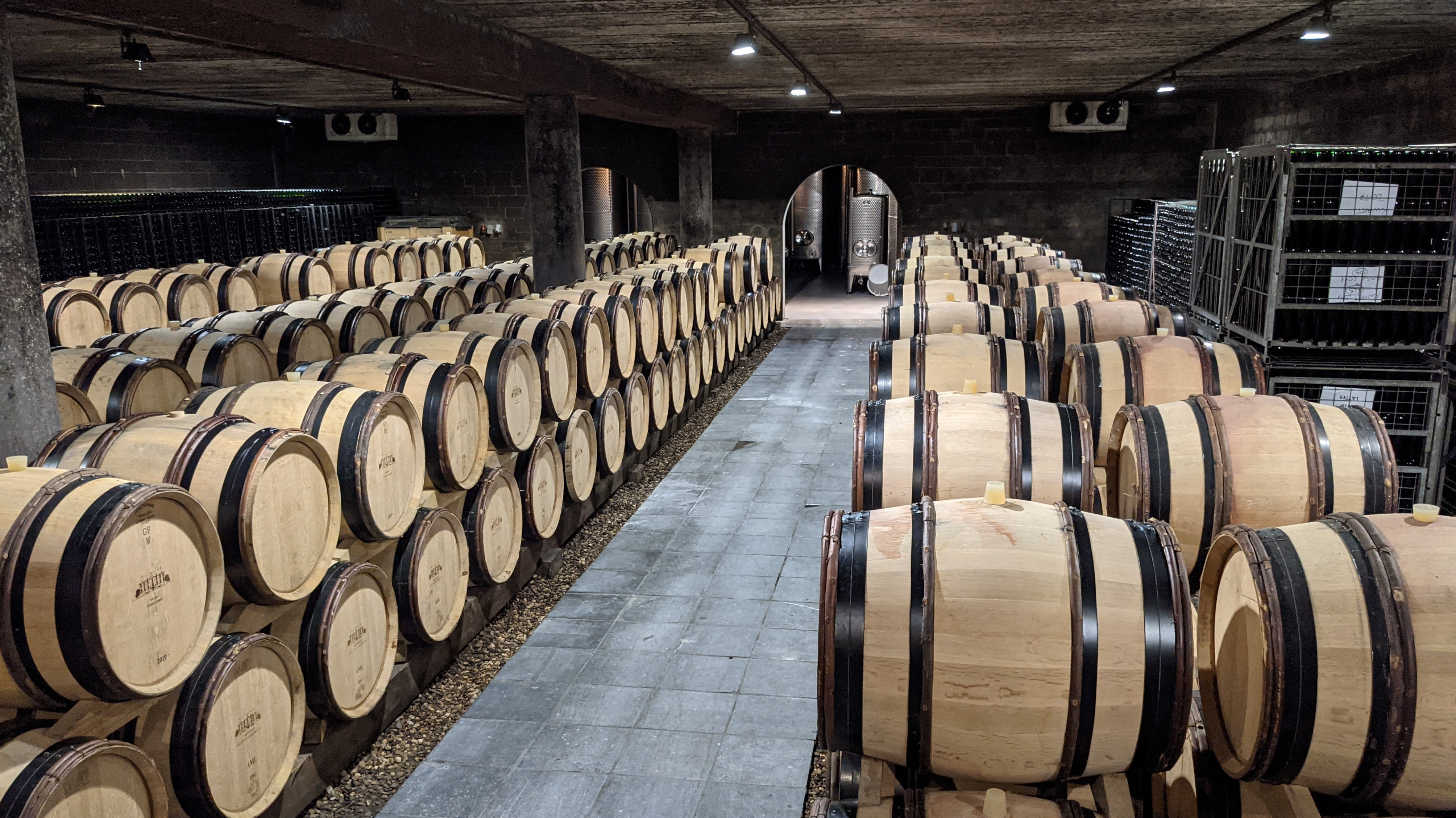
Bomvolle eikenhouten vaten
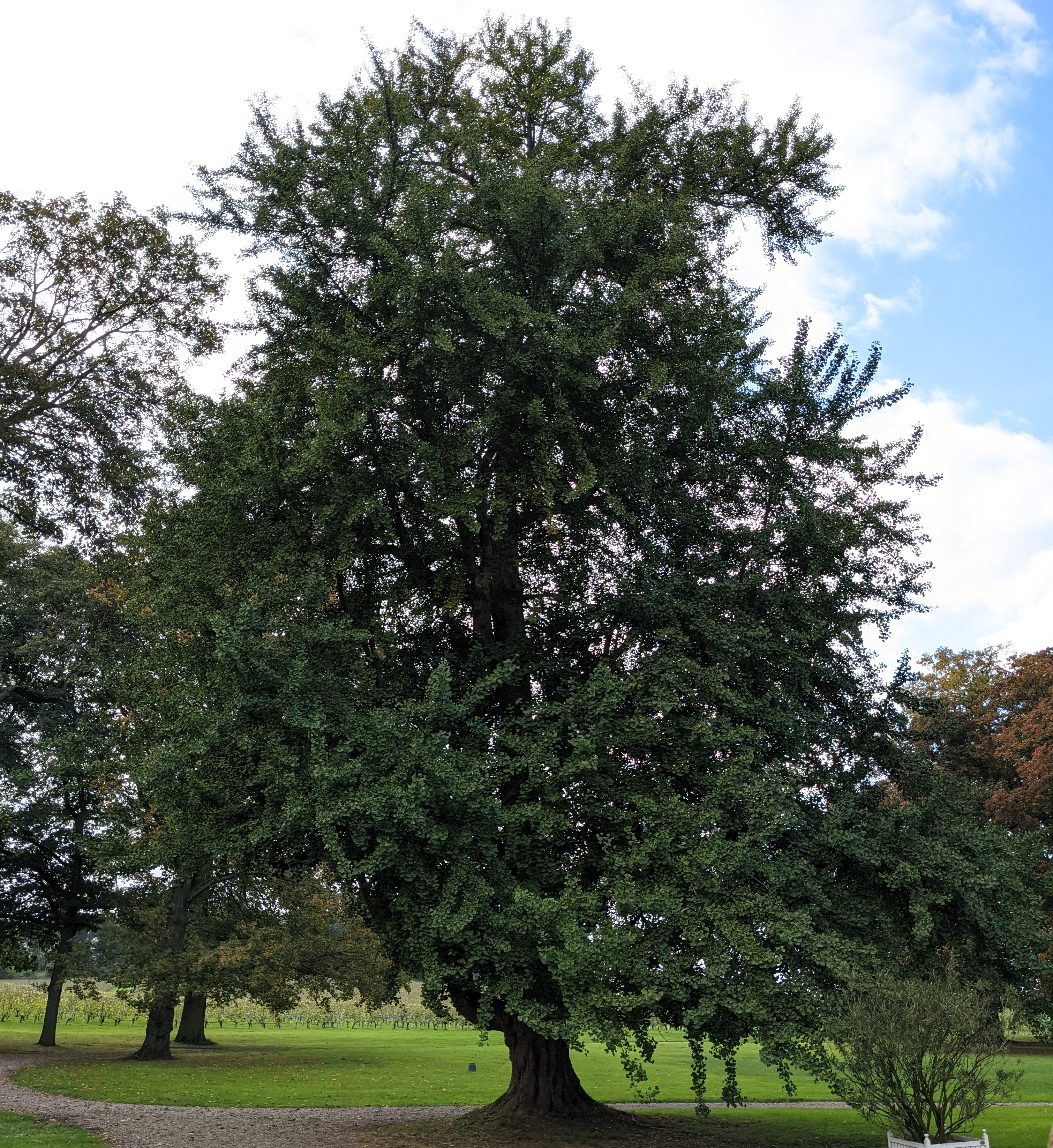
Japanse notenboom